# Осушувальна трубка

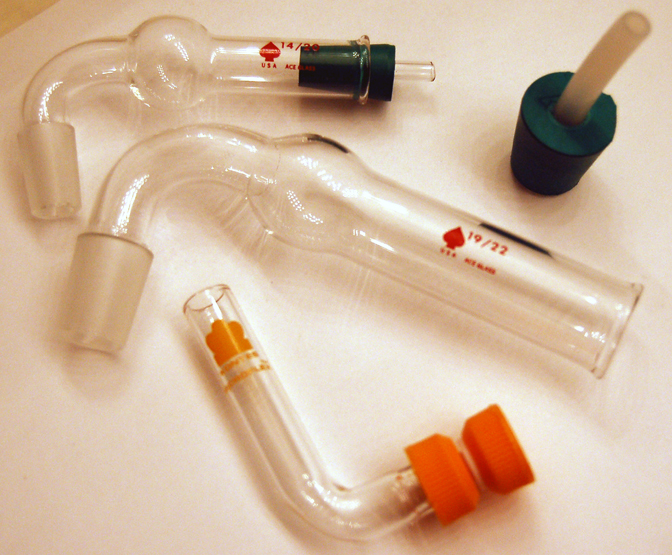
Осушувальні трубки без наповнення.

Осушувальна трубка, схема.

Осушувальна трубка — пряма, зігнута під кутом чи U-подібна скляна трубка із шліфом з одної сторони, а з другої сторони без шліфа. Існують також осушувальні трубки з краном.
Осушувальну трубку наповнюють з одної сторони ватою потім твердим осушувачем (наприклад силікагелем і закривають знову ватою. Через щліф приєднують осушувальну трубку до посудини у якій зберігаються гігроскопічні речовини для їх захисту від вологи.